# Wulff-Dieter Heintz
Wulff-Dieter Heintz (Würzburg, 3 giugno 1930 – Swarthmore, 10 giugno 2006) è stato un astronomo tedesco, che ha lavorato nell'ultima parte della sua carriera negli Stati Uniti. È stato professore emerito allo Swarthmore College e fu direttore dell'Osservatorio Sproul. Fu un astronomo attivo principalmente in studi astrometrici sulle stelle binarie..

## Biografia
Heintz si laureò all'Università Ludwig Maximilian di Monaco in astronomia nel 1953. Eseguì ricerche presso il Southern Observatory dell'Università di Monaco di Baviera sul Monte Stromlo, in Australia. In seguito Peter van de Kamp lo invitò all'Osservatorio Sproul come professore in visita nel 1969. Successivamente si unì allo staff e divenne direttore dell'osservatorio al ritiro di van de Kamp nel 1972. Rimase un cittadino tedesco ed era un esperto giocatore di scacchi, autore anche di un libro su questo gioco in lingua tedesca. Lasciò la cattedra nel 1998, e morì, dopo due anni di malattia, a Swarthmore, in Pennsylvania, all'età di 76 anni.

## Il caso della Stella di Barnard
Peter van de Kamp, il predecessore di Heintz a Swarthmore, presentò uno studio nel quale annunciava la scoperta di un sistema planetario attorno alla Stella di Barnard. Dopo il pensionamento di van de Kamp, nel 1972, nelle lastre fotografiche realizzate con il telescopio rifrattore Sproul furono evidenziati alcuni errori riguardo all'esistenza di un sistema planetario attorno alla stella. Dopo essere diventato direttore dell'osservatorio nel 1973, Heintz iniziò a mettere in discussione i risultati del suo ex collega, diventando uno dei suoi più ferventi oppositori; pubblicò anche alcuni articoli critici a proposito della teoria di van de Kamp sulla stella di Barnard. Van de Kamp non ammise mai nessun errore e i rapporti tra loro si raffreddarono definitivamente.